# Івакова Марія Ігорівна
Марія Ігорівна Івакова (нар.. 16 червня 1986, Темиртау, Карагандинська область, Казахстан) — російська телеведуча, фото-модель, актриса і відеоблогерка. Найбільш відома за телепередачами «Орел і решка. Шопінг» та «Ранок П'ятниці».

## Життєпис
Народилася 16 червня 1986 року в Темиртау Карагандинської області в родині військового. У дитинстві встигла пожити у віддалених гарнізонах Росії і навіть у Німеччині. Лише коли дівчинці виповнилося 10 років, родина Івакових влаштувалася в Санкт-Петербурзі. Має сестру Олену.

### Навчання
Після школи вступила до Всеросійської податкової академії на факультет «Фінанси і кредит» і планувала знайти себе в бізнесі. Під час навчання вона влаштувалася в інвестиційну компанію, де за два роки роботи отримала посаду директора з розвитку.
У 2013 році закінчила базовий курс за спеціальністю «Актор драматичного театру і кіно» в Школі Драми Германа Сідакова.

### Кар'єра на телебаченні
У 2009 році почала вести на каналі YouTube відеоблог про моду під назвою «Від стегна», який зробив дівчину популярної.
У 2012 році стала однією з ведучих популярної програми про світ моди і стилю «Trendy» на MTV Росія, у якій ведучі розповідають про останні новинки моди, відвідували головні світські заходи і спілкувалися зі світовими зірками. У цьому проекті пробула близько року.
У 2013 році зіграла роль нареченої у фільмі «Звичка розлучатися».
У 2014 році стала ведучою програми «Орел і решка. Шопінг». Прем'єра телепроєкту відбулася 15 лютого на телеканалах «П'ятниця!» (Росія) та «Інтер». У ході програми ведучі підказували назви магазинів, ринків та кафе міста, у якому перебувають, і розповідають про вартість тієї чи іншої речі. пробула в ролі ведучої з самого початку і до самого завершення проекту наприкінці 2016 року. В різний час її співведучими були Костянтин Октябрський, Антон Лаврентьєв і Єгор Калейніков.
З 13 березня 2017 року на російському телеканалі «П'ятниця!» стартувало нове шоу «Ранок П'ятниці», яке вела спільно з актрисою і фотомоделлю Валерією Дергильовою. У цьому ж році ранкова програма з Лєрою була номінована на ТЕФІ.
У листопаді 2017 році стала ведучою «зоряного» випуску тревел-шоу «Орел і решка» спільно з Михайлом Башкатовим. Також була однією з ведучих передачі «Орел і решка. Росія».
У 2018 році з Валерією Дергільовою була номінована на премію ТЕФІ в категорії «Ведучий ранкової програми» за програму «Ранок П'ятниці».
У 2019 році брала участь у новому сезоні російської версії гри Форт Боярд (російська версія) на каналі СТС

### Власне ательє
У 2010 році Маша разом з сестрою Оленою створила ательє The Tailor Shop, яке, крім індивідуального пошиття, займалася також розробкою лінійок одягу.
У 2012 році в рамках премії World Fashion Awards, Марія і Олена Івакови перемогли в номінації «Концептуальний проект. Нове ім'я».

## Зйомки у фотосесіях і рекламі
Марія Івакова постійно бере участь у різних модних проектах, фотосесіях і рекламах.
У 2015 році Маша стала офіційним представником і особою б'юті-бренду Maybelline New York в Росії.
Влітку 2017 року Маша Івакова стала обличчям рекламної кампанії італійського бренду Calzedonia в Росії.

## Фільмографія
У 2013 році відбувся дебют Марії як актриси. Вона зіграла в епізодах мелодраматичної комедії «Звичка розлучатися». Потім були ролі у фільмах «8 нових побачень», «8 найкращих побачень» та інших.
У вересні 2018 року за участі Марії почалися зйомки фільму «Нефутбол», який вийде прокат наступного року.[уточнити]
- 2013 — Звичка розлучатися — наречена
- 2015 — 8 нових побачень
- 2016 — 8 кращих побачень — чергова пожежної частини
- 2019 — Нефутбол (у виробництві)

### Дублювання
- 2016 — Зоотрополіс — Джуді Гопс[15]

## Нагороди та номінації
| Рік  | Премія                                       | Категорія                        | Результат |
| ---- | -------------------------------------------- | -------------------------------- | --------- |
| 2012 | Премія «World Fashion Awards»                | Концептуальний проект. Нове ім'я | Перемога  |
| 2015 | Премія журналу «Glamour»                     | Прорив року                      | Перемога  |
| 2017 | Індустріальна телевізійна премія ТЕФІ — 2017 | Ведучий ранкової програми        | Номінація |
| 2017 | Премія журналу «Glamour»                     | Телезірка року                   | Номінація |
| 2017 | Премія OK! Awards «Більше, ніж зірки»        | Усмішка року R. O. C. S. Дівчата | Номінація |
| 2018 | Glamour Awards Influencers                   | glam_жизньврозовомцвете          | Перемога  |
| 2018 | Індустріальна телевізійна премія ТЕФІ — 2018 | Ведучий ранкової програми        | Номінація |

## Особисте життя
- З 2019 року зустрічається з актором Микитою Єфремовим (нар.. 1988)